# Orgy
Orgy ist eine US-amerikanische Synth-Rock-Band aus Los Angeles. Ihr Name, das englische Wort für Orgie, ist eigenen Angaben zufolge nicht sexuell gemeint, sondern bezieht sich auf eine Collage der verschiedenen Musikstile, die die Band durch ihre Musik verbindet. Sie nutzen Elemente aus Industrial Rock, Glam Rock und Nu Metal.

## Geschichte
Die Band wurde im Jahr 1997 von Gitarrist Ryan Shuck und Sänger Jay Gordon gegründet, letzterer hat zuvor bereits bei Deadsy gearbeitet. Bald wurde das Line-Up durch Bassist Paige Haley, Gitarrist Amir Derakh (ex-Rough Cutt, Jailhouse) und Schlagzeuger Bobby Hewitt (ex-Electric Love Hogs) komplettiert, allesamt Veteranen der Hair-Metal-Clubszene von Los Angeles. Gordon und Derakh konnten außerdem bereits Erfahrung als Produzenten vorweisen.
Ohne auch nur einen Auftritt zu absolvieren, unterschrieben Orgy nur sechs Monate nach der Gründung als erste Band bei Elementree, einem von der Nu-Metal-Band KoRn gegründeten Label, das gleichzeitig Tochterfirma von Reprise Records ist.
Im Jahr 1998 erschien das Debütalbum Candyass, das von Gordon themenmäßig als eine Mischung aus Mist, Lügen und Märchen („…bullshit… lies and fairy tales“) bezeichnet wird. Ihre Coverversion des New-Order-Klassikers Blue Monday verschaffte der Band den Durchbruch. Das Lied ist darüber hinaus auf dem Soundtrack von Nicht noch ein Teenie-Film! vertreten. Auch die zweite Singleauskopplung Stitches erhielt einiges an Airplay. Die Band schaffte in den USA mit dem Debüt Platinstatus für über eine Million verkaufter Tonträger.
Auf der 1998er Family Values Tour, einer von KoRn veranstalteten Konzertreise, an der auch Limp Bizkit, Ice Cube, Incubus und Rammstein teilnahmen, hatte die Band ihre Live-Premiere. Auszüge aus dem Event erschienen 1999 auf dem gleichnamigen Live-Sampler. Es folgen weitere Tourneen mit Love and Rockets und Sugar Ray.
Im Jahr 2000 erschien der Nachfolger Vapor Transmission, der es bis auf Platz 16 der US-Billboardcharts schaffte. Die Singles Fiction (Dreams In Digital) und Opticon trugen ihren Teil dazu bei. Nach Veröffentlichung trennte sich die Band von Elementree und wechselte zu dem von Sänger Gordon gegründeten Label D1 Music, auf dem 2004 das dritte Album der Band, Punk Statik Paranoia, erschien. Am 23. August 2005 veröffentlichten Orgy die DVD Trans Global Spectacle, die auf drei Stunden die gesamte Bandgeschichte abdeckt.
Gegen Ende 2003 riefen die Gitarristen Shuck und Derakh das Projekt Julien-K ins Leben, mit dem sie das elektronische Musikmaterial, das im Schaffensprozess mit Orgy entstanden ist, verwerteten. Sie arbeiteten seit 2005 an einem ersten Album, das 2009 unter dem Titel Death to Analog erschien.

## Diskografie

### Studioalben
- 1998: Candyass
- 2000: Vapor Transmission
- 2004: Punk Statik Paranoia

### EPs
- 2015: Talk Sick

### Singles und EPs
- 1998: Blue Monday
- 1999: Stitches
- 2000: Fiction (Dreams In Digital)
- 2001: Opticon
- 2004: Vague
- 2005: Pure
- 2017: Grime of the Century

### Beiträge für Soundtracks
- 1999: Blue Monday (The 13th Floor – Bist du was du denkst?)
- 2001: Faces (Zoolander)
- 2001: Opticon (Valentine – Schrei wenn Du kannst)
- 2002: Slept so Long (Königin der Verdammten)

### Videoalben
- 2005: Trans Global Spectacle (DVD)